# 인디펜던스 데이 3
《인디펜던스 데이 3》(영어: Independence Day 3)는 제작이 취소된 미개봉 영화이다.